# Mechanizm psychiczny
Mechanizm psychiczny – w psychologii ewolucyjnej jest to zespół procesów psychicznych zachodzących w umyśle jednostki i tworzących jednocześnie ten umysł.
W psychologii ewolucyjnej zakłada się dodatkowo, że:
1. Mechanizm psychiczny w formie, jaką ma u jednostki, jest ukształtowany w toku ewolucji.
2. Mechanizm ewolucyjny przyjmuje tylko wąski zakres informacji, które w toku ewolucji były przydatne jednostkom i gatunkom do przetrwania.
3. Bodźce uruchamiające mechanizm psychiczny stawiają za każdym razem jednostkę w sytuacji problemu adaptacyjnego, przy czym jednostka nie jest tego świadoma.
4. Informacje przyjmowane przez mechanizm psychiczny przetwarzane są na odpowiednie wobec bodźca reakcje, zgodnie z istniejącymi w mechanizmie psychicznym procedurami decyzyjnymi.
5. Reakcją mechanizmu psychicznego na bodziec może być aktywność fizjologiczna, przekazanie informacji innemu mechanizmowi psychicznemu lub widoczne zachowanie.
6. Rezultat działania mechanizmu psychicznego ukierunkowany jest na rozwiązanie danego problemu adaptacyjnego.